# Carter County, Tennessee
Carter County är ett administrativt område i delstaten Tennessee, USA. År 2010 hade countyt 57 424 invånare. Den administrativa huvudorten (county seat) är Elizabethton.

## Geografi
Enligt United States Census Bureau har countyt en total area på 901 km². 883 km² av den arean är land och 18 km² är vatten.

### Angränsande countyn
- Sullivan County - nord
- Johnson County - nordost
- Avery County, North Carolina - sydost
- Mitchell County, North Carolina - syd
- Unicoi County - sydväst
- Washington County - väst

### Orter
- Central
- Elizabethton (huvudort)
- Hunter
- Johnson City (delvis i Sullivan County, delvis i Washington County)
- Pine Crest
- Roan Mountain
- Watauga (delvis i Washington County)